# Veinticuatro horas de la vida de una mujer (novela)
Veinticuatro horas en la vida de una mujer (alemán: Vierundzwanzig Stunden aus dem Leben einer Frau) es una novela escrita en 1927 por el escritor austriaco Stefan Zweig. Ha sido llevada al cine en 1931, 1944, 1952, 1968, y 2002.

## Sinopsis
Una distinguida dama británica comparte mesa en una pequeña pensión de la Riviera. Un acontecimiento inesperado desata una discusión sobre la moralidad de otra huésped.
La anciana dama, nombrada como «Mistress C.», se sincera con uno de los comensales en privado y le relata las veinticuatro horas en que, agitada por la pasión, en conflicto consigo misma, se comportó de forma sorprendente. Es la primera vez que comparte esa experiencia con otra persona.
Stefan Zweig, en esta corta novela, narra una historia y describe las pasiones arrolladoras que van inundando el corazón y la mente de Mistress C., desde la compasión al aniquilamiento, pasando por el amor y la pasión. Se interna en el alma femenina durante un corto pero decisivo periodo.

"La novela describe a una mujer durante un solo día de su existencia, un día a la vez maravilloso y, al fin, terrible. Ella es una viuda inglesa y se enamora por azar o imprudencia de un diplomático polaco una noche infausta en Montecarlo. A partir de esa primera chispa de interés, la novela se introduce en sus problemas, en una vida inesperada e inestable." (Bookslut.com)